# Karl Reinhardt
Karl Ludwig Reinhardt (nacido el 14 de febrero de 1886 en Detmold, fallecido el 9 de enero de 1958 en Fráncfort del Meno) fue un filólogo clásico alemán.

## Vida
Reinhardt se crio en Fráncfort del Meno, ciudad a la que había sido llamado en 1886 su padre, el reformador pedagógico Karl Reinhardt, para ejercer como director del Lessing-Gymnasium. Karl Ludwig estudió en el Goethe-Gymnasium de Fráncfort, fundado en 1897 conforme al Frankfurter Lehrplan («Plan de Enseñanza de Frankfurt») de su padre, un instituto reformado, a cuya dirección estuvo su padre de 1897 a 1904. 
Era nieto del empresario Carl Johann Freudenberg, fundador del grupo empresarial Freudenberg (Unternehmensgruppe Freudenberg).
En 1905, comenzó sus estudios de filología clásica en la Universidad de Bonn y en la Universidad Humboldt de Berlín. Allí se doctoró, en 1910, con Ulrich von Wilamowitz-Moellendorff. Terminados los estudios, trabajó en las universidades de Bonn, Marburgo y Hamburgo, hasta que se le llamó en 1924 a la Universidad de Fráncfort. Allí enseñó Filología clásica hasta ser nombrado emérito en 1951, con excepción de los años 1942-1945, que pasó en la Universidad de Leipzig. En la misma época de su llamada a Leipzig, fue nombrado miembro ordinario de la Academia Sajona de las Ciencias. 
Se considera al professor Karl Ludwig Reinhardt uno de los más representativos helenistas de su época. Aunque fue sobre todo discípulo de Wilamowitz-Moellendorff, en su juventud fue también seguidor de las ideas de Nietzsche y recibió influencia del círculo del poeta Stefan George.
En 1952 se otorgó a Reinhardt la orden Pour le mérite für Wissenschaften und Künste y en 1956 se le dio el título de doctor honoris causa en la Universidad de Fráncfort. Falleció el 9 de enero de 1958 en Fráncfort del Meno.

## Obras
- Parmenides und die Geschichte der griechischen Philosophie, Bonn, Cohen, 1916. Reediciones: 4ª edic., Fráncfort del Meno, Vittorio Klostermann, 1985 {ISBN 3-465-00348-9}, {ISBN 978-3-465-00348-9}
- Poseidonios von Apameia: Der Rhodier genannt. Múnich, Beck, 1921
- Kosmos und Sympathie, Múnich, Beck, 1926
- Platons Mythen. Bonn, F. Cohen, 1927
- Sophokles. Fráncfort del Meno, Klostermann, 1933. 5ª edición, Klostermann, 2006 {ISBN 3-465-03463-5}
- Traducción al alemán de Antígona, de Sófocles (1943)
- Von Werken und Formen, Godesberg, 1948
- Aischylos als Regisseur und Theologe (1948). Berna, A. Francke AG Verlag, 1949
- Die Ilias und ihr Dichter. Aus dem Nachlaß hrsg. von Uvo Hölscher. Gotinga, Vandenhoeck & Ruprecht, 1961 (póstuma)